# Фехер, Ференц
Фе́ренц Фе́хер (венг. Fehér Ferenc; 22 декабря 1933, Будапешт, Венгрия — 17 июня 1994, там же) — венгерский философ-марксист, представитель Будапештской школы. Муж Агнеш Хеллер.

## Биография
Отец Ференца погиб в нацистском концентрационном лагере. В 1967—1970 годах Фехер был ассистентом Дьёрдя Лукача. Принадлежал к будапештской школе марксистской философии. В 1968 году перевел книгу Бертрана Рассела Мое философское развитие. Защитил докторскую диссертацию по литературоведению: Поэт антиномий. Достоевский и кризис личности (1972). Постепенно отошел от марксистской философии и в 1973 году Венгерская социалистическая рабочая партия назвала его философские взгляды антимарксистскими, что привело Фехера к иммиграции в 1977 году. Преподавал в университетах Западной Германии, Италии, США.
Автор книг о творчестве Фёдора Достоевского, Чингиза Айтматова, Дьюлы Ийеша, Тибора Дери, Миклоша Янчо, Хорхе Семпруна.

## Работы
- Az Antinómiak Költöje: Dosztojevszkij És Az Individuum Válsága (монография, 1972)[3]
- La forma dell’uguaglianza, 1978
- Dictatorship over Needs: An Analysis of Soviet Societies (совместно с Агнес Хеллер и Маркушем Дьёрдом), 1986[4]
- Reconstructing Aesthetics: Writings of the Budapest School, 1986[5]
- Eastern Left Western Left, 1986[6]
- The French Revolution and the Birth of Modernity, 1990[7]